# 伊卡河

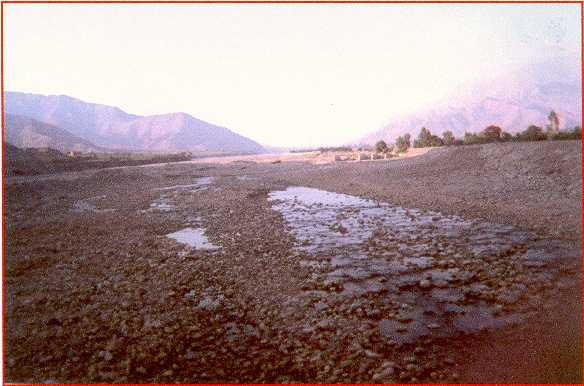
伊卡河

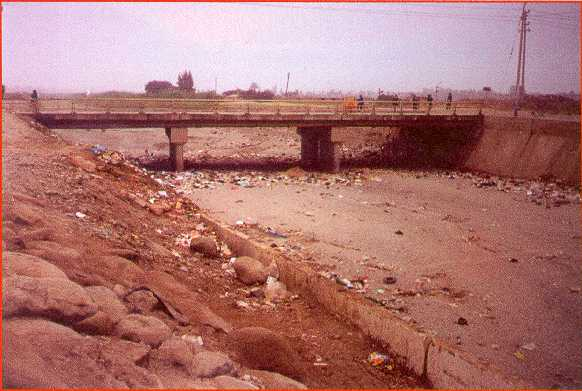
乾涸時的伊卡河

伊卡河（西班牙語：Río Ica）是秘魯的河流，河道全長220公里，流域面積7,711平方公里，發源自安第斯山脈，流經伊卡大區和萬卡韋利卡大區，最終注入太平洋。